# كريس رايلي (لاعب كرة قدم بريطاني)
كريس رايلي (بالإنجليزية: Chris Riley)‏ هو لاعب كرة قدم بريطاني، ولد في 19 يناير 1939، وتوفي في 1983.